# Presidential Flight
Presidential Flight (arabisch طيران الرئاسة, DMG Ṭayarān ar-Riʾāsa) ist die Betreibergesellschaft für die Regierung von Abu Dhabi, Vereinigte Arabische Emirate. Der Flugbetrieb firmierte bis zum 16. Februar 2009 als Abu Dhabi Amiri Flight.

## Flotte

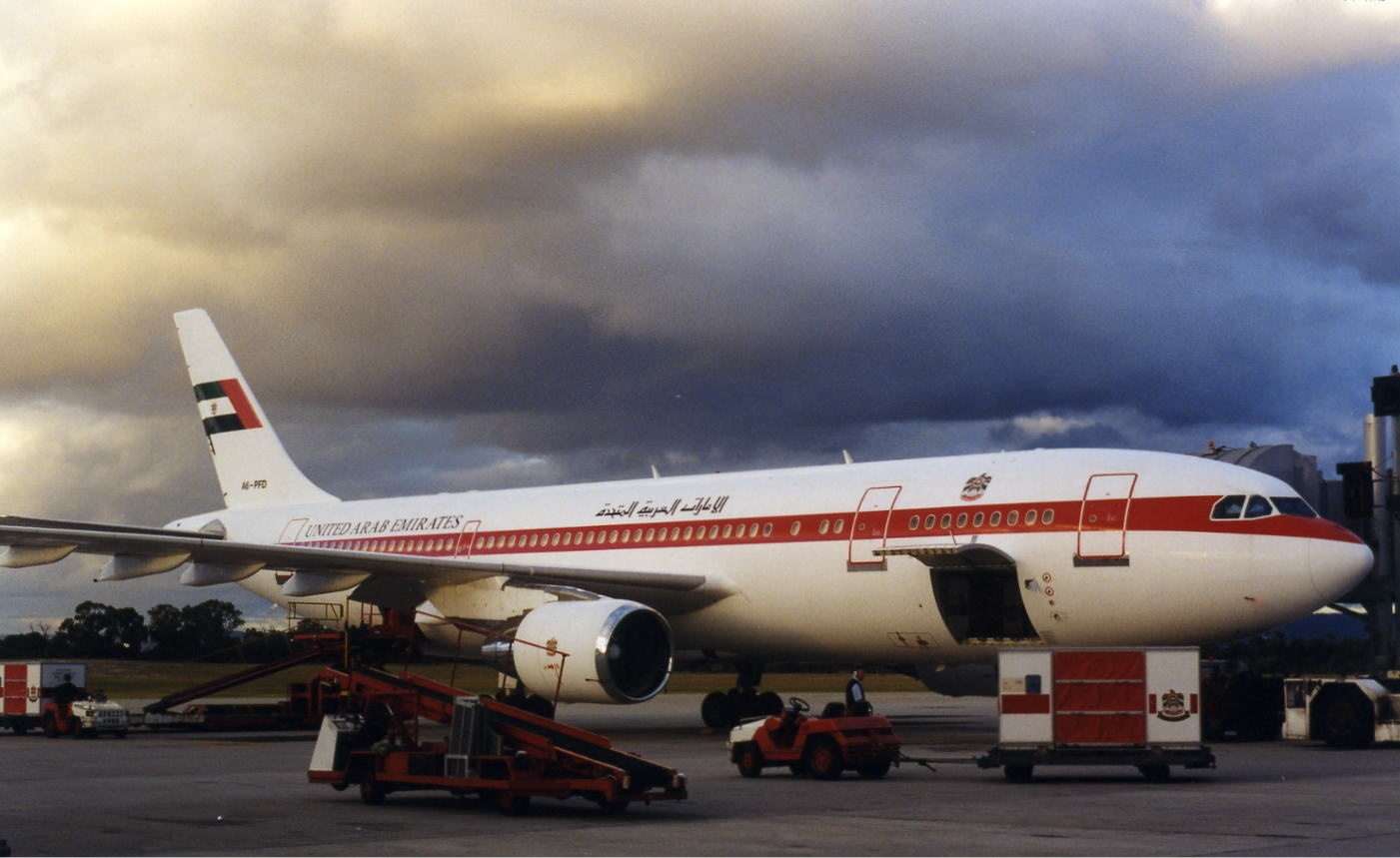
Eine Airbus A300-600R von Presidential Flight am Flughafen Perth, Australien in den 1990ern.

Mit Stand Februar 2019 besteht die Flotte von Presidential Flight aus sechs Flugzeugen:
| Flugzeugtyp         | Anzahl | bestellt | Anmerkungen |
| ------------------- | ------ | -------- | ----------- |
| Airbus A320-200     | 1      |          |             |
| Boeing 737-800/BBJ2 | 1      |          |             |
| Boeing 777-200      | 1      |          |             |
| Boeing 777-300      | 1      |          |             |
| Boeing 787-8        | 1      |          |             |
| Boeing 787-9        | 1      |          |             |
| Gesamt              | 6      |          |             |

In der Vergangenheit setzte Presidential Flight Flugzeuge der Typen Avro RJ100, Airbus A300-600 und A340-300 sowie Boeing 747-400, 747SP, 767-300 und 737-700 ein.